# Xã đặc quyền Augusta, Michigan
Xã Augusta (tiếng Anh: Augusta Township) là một xã thuộc quận Washtenaw, tiểu bang Michigan, Hoa Kỳ. Năm 2010, dân số của xã này là 6.745 người.